# Daspu
Daspu é uma grife de roupas femininas, voltada para prostitutas, e lançada em 16 de dezembro de 2005 na praça Tiradentes, centro histórico e boêmio do Rio de Janeiro, pela ONG Davida, com o propósito de viabilizar financeiramente seu projeto pelo reconhecimento legal da prostituição e, consequentemente, pela adoção de políticas públicas que diminuam a vulnerabilidade das prostitutas.
Em 1992,  a prostituta Gabriela Leite criou a ONG Davida com o propósito de, por meio de ações culturais, atrair a atenção da mídia e do mundo político para a questão da prostituição. Mas o projeto ressentia-se de uma base financeira, daí ter surgido a ideia de criação da grife de roupas específicas para o trabalho das prostitutas.
Um dos apoiadores da ONG Davida, o designer Sylvio de Oliveira, sugeriu por brincadeira o nome Daspu, para ironizar a Daslu, grife de luxo paulistana que, àquela altura, enfrentava problemas na justiça, diante das acusações de contrabando e fraude, feitas a sua proprietária Eliana Tranchesi. Mas, a sugestão não foi levada adiante, e o nome somente se consolidou depois de publicado em 20 de novembro de 2005 na coluna de Elio Gaspari, no jornal O Globo. Nem Gabriela Leite, nem Flavio Lenz, assessor de imprensa da ONG, tiveram  participação na publicação desta primeira notícia sobre a marca. Parece que a informação chegou a Gaspari através de alguém que teria ouvido e levado a sério uma conversa a respeito, nas imediações da ONG, na praça Tiradentes. A repercussão se ampliou na mídia a partir do processo movido pela grife Daslu.  As simpatias da mídia se apresentaram francamente à favor da Daspu, e a Daslu acabou por retirar o processo. 
O sucesso repentino, naturalmente, impôs a criação efetiva da confecção. A estrutura simples, inicialmente pensada, deu lugar a uma organização empresarial mais complexa, prevendo coleções, desfiles e venda de outros tipos de roupas. Firmou-se também a ideia de que a Daspu, sendo uma empresa de moda deveria, como qualquer outra, envolver atitude e ditar comportamento. Seus produtos passaram a ser vendidos on line e em lojas - as putiques - no Rio e em São Paulo.
Desde seu lançamento em 2005 até 2009, a grife apresentou sete coleções. Mas foram as camisetas seu produto de maior sucesso e mais emblemático. Traziam mensagens irônicas e bem-humoradas sobre cidadania, liberdade, sexualidade e prevenção de DST e AIDS.
Em 2006, a Daspu teve rejeitado seu pedido para participar do Rio Fashion Week. Organizou, então, um desfile paralelo - do qual participaram, pela primeira vez, modelos que não eram prostitutas - e obteve uma presença de público maior do que o desfile da semana de moda, com a participação de top models como Gisele Bundchen.
Em 2009, a Daspu cessou praticamente suas atividades e parecia que não se recuperaria mais com a morte de sua fundadora, em 2013. Mas retornou em 2014 com uma nova coleção, que homenageava Gabriela Leite. Foi assinada pela artista plástica Paula Villa Nova, a partir de estampas e looks do acervo da marca. O reinício das atividades da Daspu aconteceu em desfile no seu reduto histórico, a praça Tiradentes, com a presença de prostitutas de vários estados e da atriz Alexia Dechamps, que interpretou Gabriela no teatro.